# Cephaloleia marshalli
Cephaloleia marshalli es un coleóptero de la familia Chrysomelidae.
Fue descrita científicamente en 1938 por Uhmann.